# Advanced Tactical Fighter
Chương trình Máy bay tiêm kích chiến thuật tiên tiến-Advanced Tactical Fighter (ATF) là một chương trình phát triển của Không quân Hoa Kỳ nhằm phát triển máy bay tiêm kích chiếm ưu thế trên không thế hệ mới nhằm đối phó lại các tiêm kích thế hệ mới của Liên Xô là Sukhoi Su-27 và Mikoyan MiG-29 vào những năm 1980s, máy bay cảnh báo sớm Beriev A-50 (AWACS), và các hệ thống phòng không của đối phương.  Lockheed và Northrop được lựa chọn để phát triển YF-22 và YF-23 vào năm 1986. Những máy bay này được đánh giá vào năm 1991 và thiết kế của Lockheed đã được lựa chọn để phát triển ở mức toàn diện, và sau đó YF-22 trở thành F-22 Raptor.

## Lịch sử

### Bối cảnh
Vào năm 1981, Không quân Mỹ bắt đầu đưa ra yêu cầu về loại máy bay chiếm ưu thế trên không mới để thay thế cho F-15 Eagle. Tháng Năm năm 1981 bản yêu cầu thiết kế sơ bộ-request for information (RFI) cho loại máy bay tiêm kích chiến thuật tiên tiến Advanced Tactical Fighter (ATF) đã được Cơ quan hệ thống hàng không (Aeronautical Systems Division (ASD)) của Không quân Hoa Kỳ đưa ra, tiếp theo là bản yêu cầu kỹ thuật cho động cơ của máy bay thế hệ mới vào tháng Sáu. Các bản thiết kế nhanh chóng được các nhà thầu quốc phòng đưa ra. Điểm chung trong các thiết kế là tàng hình, STOL và khả năng bay hành trình siêu âm. Các nhà thiết kế hình dung ra rằng máy bay thế hệ mới sẽ kết hợp các công nghệ mới nổi là hợp kim và vật liệu composite tiên tiến, hệ thống điều khiển bay bằng dây tiên tiến, hệ thống động cơ công suất cao hơn và có công nghệ tàng hình.

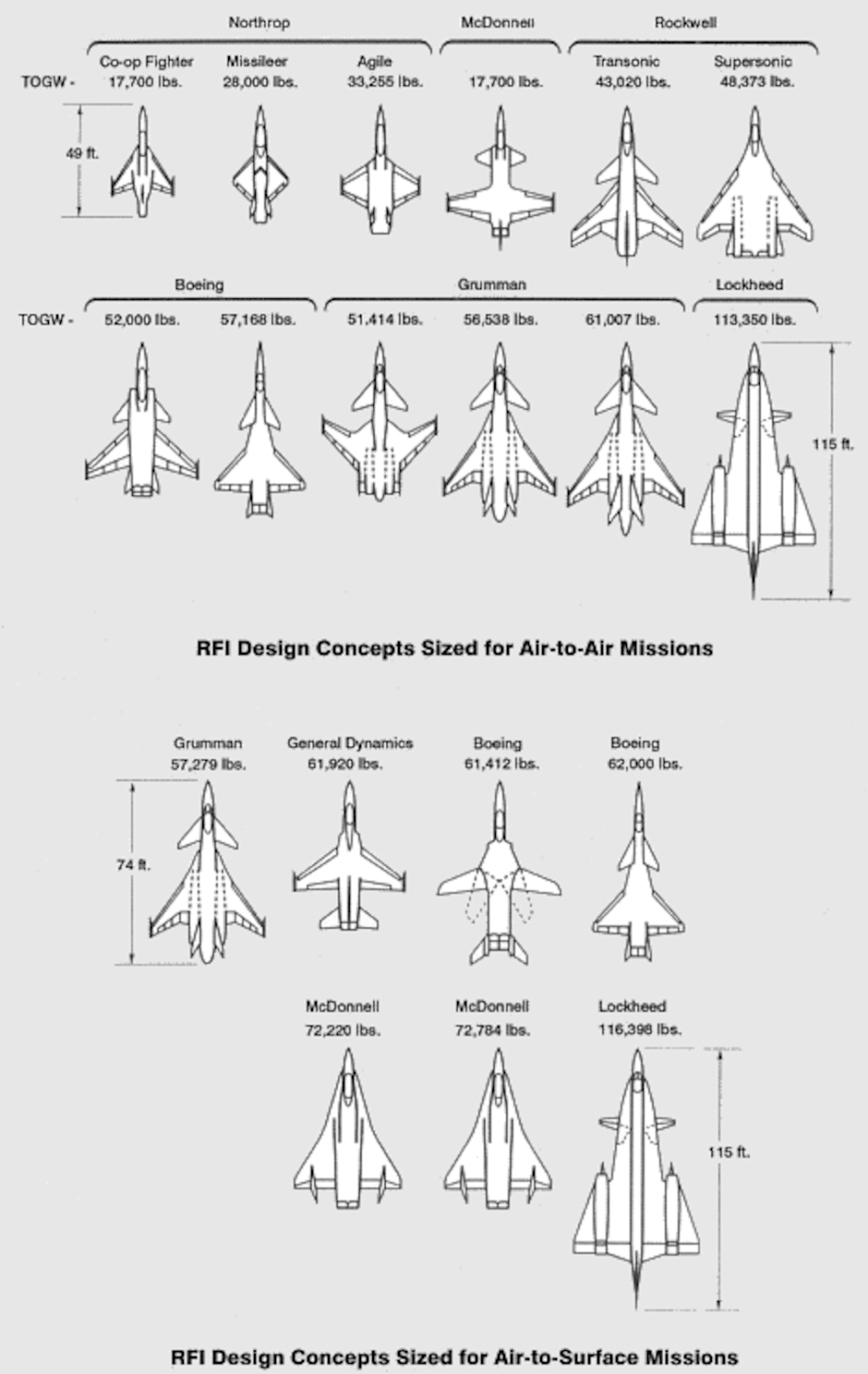
Sơ đồ một số mẫu máy bay tiêm kích theo yêu cầu của Không quân Mỹ (RFI).

Tháng Chín năm 1983, các nghiên cứu đã đưa ra bảy mẫu khung máy bay để tiếp tục đánh giá. Cuối năm 1984, yêu cầu kỹ thuật dành cho ATF đã đặt ra máy bay tiêm kích mới phải có mức trọng lượng cất cánh khoảng 50.000 pound (23.000 kg), bán kính thực hiện nhiệm vụ 800 dặm (1.300 km), có khả năng bay hành trình tốc độ siêu âm Mach 1,4–1,5 và có khả năng sử dụng đường băng chỉ 2.000 foot (610 m).  Yêu cầu đề xuất đối với động cơ máy bay tiên tiến (Joint Advanced Fighter Engine (JAFE))được đưa ra vào tháng 5 năm 1983. Pratt & Whitney và General Electric dành được hợp đồng phát triển động cơ mới, và nguyên mẫu đã được chế tạo vào tháng Chín năm 1983.

### Request for proposals
Yêu cầu đề xuất-request for proposals (RFP) cho loại tiêm kích mới được đưa ra vào tháng Chín năm 1985. RFP sẽ có một số thay đổi sau khi đưa ra lần đầu tiên; tháng Mười hai năm 1985, các yêu cầu về khả năng tàng hình của loại máy bay mới đã tăng lên đáng kể và vào tháng 5 năm 1986, Không quân Mỹ đã thay đổi RFP để đưa ra lựa chọn cuối cùng sẽ được áp đặt lên nguyên mẫu bay thử. Ngoài ra, Hải quân Mỹ, sau khi tiến hành chương trình máy bay tiêm kích Hải quân tiên tiến-Navalized Advanced Tactical Fighter (NATF), đã đưa ra tuyên bố Hải quân Mỹ sẽ sử dụng phiên bản Hải quân của chương trình ATF để thay thế cho F-14 Tomcat. Tháng Bảy năm 1986, đề xuất thiết kế được đưa ra bởi Boeing, General Dynamics, Lockheed, Northrop, McDonnell Douglas.  Hai nhà thầu Lockheed và Northrop đã được lựa chọn vào tháng Mười năm 1986 để bước vào giai đoạn trình diễn thử nghiệm trong vòng 50 tháng, kết quả là sự ra đời của hai nguyên mẫu YF-22 và YF-23. Theo thỏa thuận giữa Lockheed, General Dynamics, và Boeing, các công ty sẽ cùng nhau phát triển thiết kế máy bay mới, dù cho thiết kế của hãng nào được chọn. Northrop và McDonnell Douglas cũng đồng ý với cách làm trên.
Cả hai nhà thầu đều quan tấm đến nghiên cứu về hiệu suất và tính kinh tế trình bày chúng trong các đánh giá yêu cầu hệ thống SRR với Không quân Mỹ. Điều này giúp USAF điều chỉnh lại RFP cho phù hợp và giảm chi phí trong khi vẫn đủ đảm bảo yêu cầu vận hành đề ra. Do các trọng lượng tăng thêm gồm vòi phun lực đẩy vecto và các hệ thống liên quan trên máy bay thử nghiệm F-15 S/MTD, Không quân Mỹ đã thay đổi yêu cầu về đường băng lên 3.000 foot (910 m) và loại bỏ động cơ phụ cuối năm 1987. Ngoài ra để giảm giá thành, radar nhìn cạnh bên cũng được loại bỏ và bộ tìm kiếm và theo dõi bằng tia hồng ngoại (IRST) đã giảm từ mức chắc chắn trang bị thành mục tiêu trang bị  Trang bị ghế phóng cũng được hạ cấp từ thiết kế mới xuống ghế phóng ACES II của McDonnell Douglas. Bất chấp những nỗ lực của các kỹ sư để hạn chế trọng lượng của máy bay, ước tính tổng trọng lượng cất cánh đã tăng từ 50.000 lb (22.700 kg) lên 60.000 lb (27.200 kg), đã khiến lực đẩy động cơ phải tăng từ 30.000 lbf (133 kN) lên 35.000 lbf (156 kN).
Hai động cơ đã được trang bị cho hai nguyên mẫu thử nghiệm tính năng: một với động cơ General Electric YF120 và chiếc còn lại sử dụng động cơ Pratt & Whitney YF119. Nguyên mẫu chiếc YF-23 thực hiện chuyến bay đầu vào ngày 27 tháng Tám năm 1990 còn nguyên mẫu YF-22 lần đầu cất cánh vào ngày 29 tháng Chín năm 1990. Các chuyến bay thử nghiệm đã được thực hiện ngay sau đó và bổ sung thêm mỗi loại một nguyên mẫu cuối tháng Mười năm 1990. Chiếc YF-23 đầu tiên trang bị động cơ của Pratt & Whitney có chuyến bay hành trình ở tốc độ siêu âm Mach 1,43 ngày 18 tháng Chín năm 1990 và chiếc YF-23 trang bị động cơ của General Electric đạt tới tốc độ Mach 1,71 vào ngày 29 tháng Mười một năm 1990. YF-22 trang bị động cơ GE đạt vận tốc hành trình siêu âm Mach 1,58. Việc bay thử nghiệm được tiếp tục cho đến tháng Mười hai năm 1990. Sau khi đã tiến hành bay thử nghiệm, các nhà thầu gửi bản đề xuất cho việc chế tạo ATF.

### Lựa chọn máy bay thế hệ mới

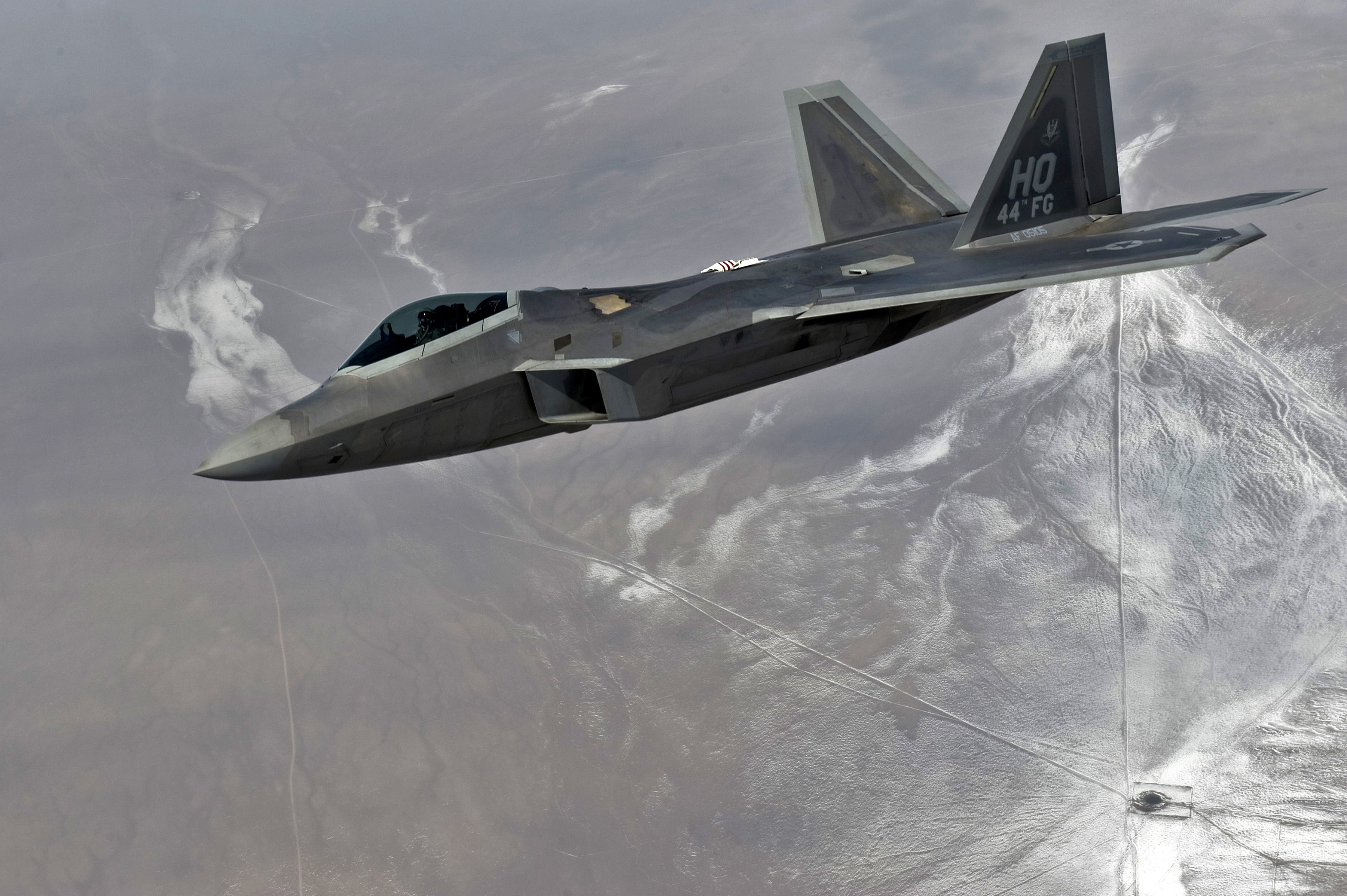
F-22 Raptor.

Sau khi việc bay thử nghiệm của hai mẫu máy bay hoàn tất, Không quân Mỹ đã đưa ra quyết định sẽ lựa chọn Lockheed YF-22 cùng với động cơ Pratt & Whitney là mẫu máy bay chiến thắng trong cuộc cạnh tranh máy bay thế hệ mới, và sẽ được đưa vào phát triển và sản xuất hàng loạt vào ngày 23 tháng Tư năm 1991. Trong khi cả hai nguyên mẫu đều đạt những yêu cầu đề ra, nguyên mẫu YF-23cos mức độ tàng hình cao hơn và bay nhanh hơn nhưng YF-22 lại linh hoạt hơn.
Đội ngũ thiết kế của Lockheed đã dành được hợp đồng phát triển và chế tạo máy bay tiêm kích tàng hình thế hệ mới vào tháng Tám năm 1991 August 1991. Nguyên mẫu YF-22 đã được phát triển và trở thành F-22 Raptor, bay lần đầu vào tháng Chín năm 1997 và bắt đầu trang bị tháng Mười hai năm 2005. Thiết kế của Northrop YF-23 sau đó được công ty sửa đổi thành thiết kế máy bay ném bom, nhưng đề xuất vẫn chưa trở thành hiện thực.

### Citations
1. ↑  Sweetman 1991, p. 10-11, 21.
2. ↑  Sweetman 1991, pp. 12–13.
3. 1 2 3  YF-22 fact sheet Lưu trữ ngày 19 tháng 1 năm 2012 tại Wayback Machine. National Museum.
4. ↑  Miller 2005, p. 13.
5. ↑  Sweetman 1991, p. 13.
6. ↑  Sweetman 1991, p. 14.
7. ↑  Aronstein and Hirschberg 1998, pp. 82-89
8. ↑  Miller 2005, p. 14.
9. ↑  Miller 2005, pp. 19–20.
10. ↑  Sweetman 1991, p. 23.
11. ↑  Miller 2005, p. 23.
12. ↑  Aronstein and Hirschberg 1998, pp. 105–108.
13. ↑  YF-23 fact sheet Lưu trữ ngày 16 tháng 7 năm 2011 tại Wayback Machine. National Museum.
14. ↑  Goodall 1992, p. 99.
15. 1 2 3  Miller 2005, pp. 38–39.
16. ↑  Paul Metz, Jim Sandberg (ngày 27 tháng 8 năm 2015). YF-23 DEM/VAL Presentation by Test Pilots Paul Metz and Jim Sandberg. Western Museum of Flight: Peninsula Seniors Production.
17. ↑  Goodall 1992, pp. 102–103.
18. 1 2  Miller 2005, p. 38.
19. ↑  Goodall 1992, p. 110.
20. ↑  Miller 2005, pp. 38, 42–46.
21. ↑  Hebert, Adam J. "The 2018 Bomber and Its Friends". Air Force magazine, October 2006.

### Bibliography
- Goodall, James C. "The Lockheed YF-22 and Northrop YF-23 Advanced Tactical Fighters". America's Stealth Fighters and Bombers, B-2, F-117, YF-22, and YF-23. St. Paul, Minnesota: MBI Publishing Company, 1992. ISBN 0-87938-609-6.
- Jenkins, Dennis R. and Tony R. Landis. Experimental & Prototype U.S. Air Force Jet Fighters. North Branch, Minnesota: Specialty Press, 2008. ISBN 978-1-58007-111-6.
- Miller, Jay. Lockheed Martin F/A-22 Raptor, Stealth Fighter. Hinckley, UK: Midland Publishing, 2005. ISBN 1-85780-158-X.
- Pace, Steve. F-22 Raptor. New York: McGraw-Hill, 1999. ISBN 0-07-134271-0.
- Sweetman, Bill. YF-22 and YF-23 Advanced Tactical Fighters. St. Paul, Minnesota: Motorbooks International Publishing, 1991. ISBN 0-87938-505-7.